# Woodland (Utah)
Pour les articles homonymes, voir Woodland.
Woodland est une census-designated place située dans le comté de Summit, dans l’État de l’Utah, aux États-Unis. Sa population s’élevait à 343 habitants lors du recensement de 2010.

## Source
- (en) Cet article est partiellement ou en totalité issu de l’article de Wikipédia en anglais intitulé « Woodland, Utah » (voir la liste des auteurs).

1. ↑  « Census of Population and Housing », U.S. Census Bureau (consulté le 18 novembre 2011).